# Geschichte des Zollwesens in Hamburg
Der Hamburger Zoll ist eine Behörde, die seit mehreren Jahrhunderten existiert und die Abgabe von Zöllen kontrolliert. Organisatorisch gehört der Hamburger Zoll inzwischen zur Bundeszollverwaltung.

## Geschichte

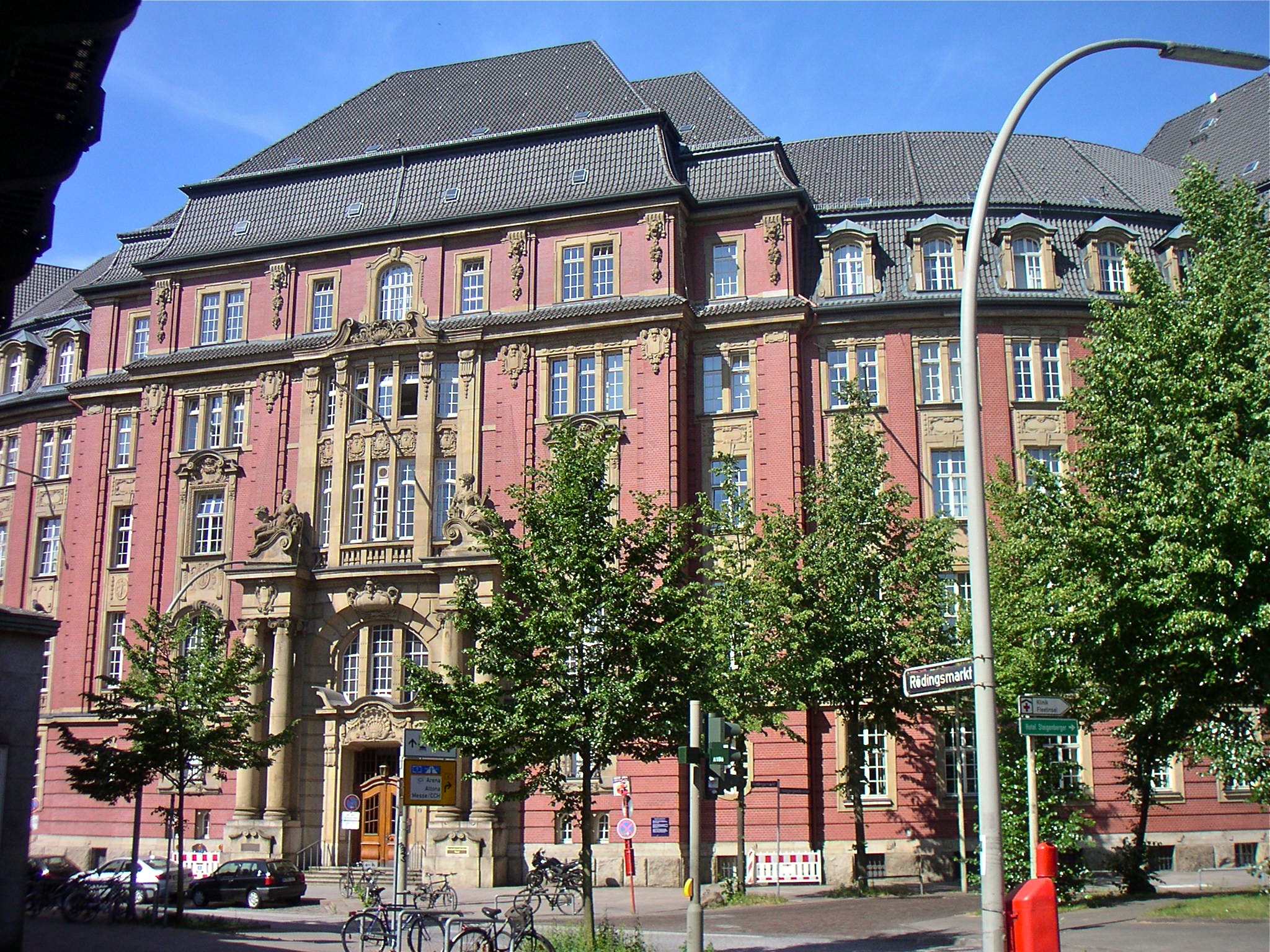
Ehemaliges Dienstgebäude der Oberfinanzdirektion am Rödingsmarkt in Hamburg

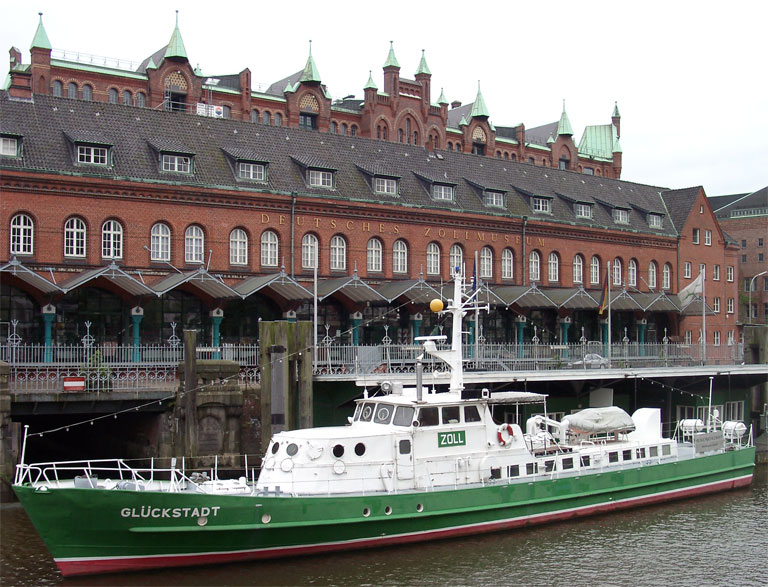
Das Deutsche Zollmuseum in der Hamburger Speicherstadt

Bis Anfang des 14. Jahrhunderts gab es in Hamburg den Landzoll, den Elb-Ein- und Ausfuhrzoll sowie den Schauenburgischen Zoll. Der Landzoll musste an die Stadt, der Elb-Einfuhrzoll- und Ausfuhrzoll an den Landesherren entrichtet werden. Ab 1604 ging die Hälfte des Elb-Ein- und Ausfuhrzolls an die Stadt Hamburg, ab 1768 der komplette Betrag. Nachdem auf Neuwerk ein Turm erbaut worden war, wurde ein sogenannter „Werkzoll“ erhoben. Ab dem 16. Jahrhundert musste auch ein Tonnen- und Bakenzoll gezahlt werden, der vor allem die Schifffahrtszeichen der Elbe finanzieren sollte.
Bei Einführung der Hamburgischen Admiralität kamen der Admiralitätszoll und das Konvoigeld hinzu. Bei Exporten nach Portugal, Spanien, Italien, auf die Kanaren und nach Westindien mussten 1 %, bei Ausfuhren nach Frankreich, England und Russland 0,5 % des Warenwertes gezahlt werden. Je nach Art der Erhebung hießen die Abgaben Land-, Elb- oder Werkzoll, Herren-, Tonne-, Baken- oder Bürgerzoll. 1621 gab es in Hamburg erstmals eine Zollordnung. Ab 1727 mussten für Transitgüter, ausgenommen Holz, Korn, Wein, Branntwein und Essig keine Abgaben mehr an die Stadt gezahlt werden. Ab 1777 musste nur noch Zoll für transportiertes Holz geleistet werden. Später kamen weitere Exemtionen hinzu.
Bis 1787 kontrollierten zwei Ausliegerschiffe, die die Elbe befuhren und der Admiralität unterstanden, die Zollabgaben. Hinzu kamen Visiteure an den Stadttoren und an Schlagbäumen. 1787 bekam die Stadt eine Zolljacht. Nach der Hamburger Franzosenzeit existierte ab 1814 nur noch eine Abgabe: für Waren, die Hamburg von See kommend erreichten oder verließen und über die Hansestadt per Schiff oder über Land weitertransportiert wurden, mussten 1,5 % des Warenwertes entrichtet werden. Bei Transporten von Waren über Land betrug die Abgabe 0,5 %.
1814 übernahm die neu eingerichtete Zoll- und Accise-Deputation die Kontrolle des Hamburger Zollwesens. Gemäß der Zollordnung von 1839 mussten für Waren, die Hamburg erreichten, 0,5 % des Warenwertes als Abgabe entrichtet werden. Bei Gütern, die die Stadt verließen, waren 0,125 % des Warenwertes zu zahlen. Für Transitgüter mussten keine Abgaben geleistet werden. 1868 trat die Stadt dem Deutschen Zollverein bei. Um den Verkehr im Hamburger Hafen sicherzustellen, erfolgte der Zollanschluss an das Deutsche Reich erst 1888, nachdem die Regelungen zum Freihafen von 1881 umgesetzt worden waren.
Bis zum Zollanschluss 1888 unterstand das Zollwesen einer preußischen Provinzialsteuerdirektion mit Sitz in Altona. In Hamburg existierte ein Zollamt des Deutschen Zollvereins, das seit 1873 den Titel „Kaiserliches Hauptzollamt“ trug und die Abfertigungsstellen des Zolls beaufsichtigte. Mit dem Zollanschluss übernahm eine dem Hamburger Senat untergeordnete Generalzolldirektion diese Aufgaben. 1891 entstand daraus die Verwaltungsabteilung für das Zollwesen, 1896 die Senatskommission für das Zollwesen.
Ab 1919 erhob das Deutsche Reich die Zölle und Verbrauchssteuern. Die Generalzolldirektion in Hamburg wurde damit Teil der Reichsfinanzverwaltung.

## Gegenwärtige Organisation
Heute handelt es sich um Dienststellen der Bundeszollverwaltung (Zollfahndungsamt und Hauptzollamt Hamburg). Im Jahr 2009 beschäftigte das Zollwesen 1938 Personen. Mitarbeiter, die im Rahmen des Wasserzolldienstes Schiffe durchsuchen, gelten als die „Schwarze Gang“.
Seit 1996 existiert am Zollübergang in Waltershof eine Zweistrahl-Röntgenanlage, mit deren Hilfe Container und LKW kontrolliert werden können (sogenannte Containerprüfanlage, CPA). Es handelte sich bei Inbetriebnahme um die seinerzeit weltweit erste Anlage dieser Art. Bis 2016 wurden mit Hilfe der CPA 1,5 Milliarden unversteuerte Zigaretten, 2700 Waffen und Munition, 38 Tonnen Marihuana, 13,2 Tonnen Haschisch und 4,6 Tonnen Kokain sichergestellt.
Im Juli 2019 wurden bei einer Routinekontrolle im Hamburger Hafen viereinhalb Tonnen Kokain, das einen Straßenverkaufswert von annähernd einer Milliarde Euro hat, in einem nach Antwerpen adressierten Container entdeckt. Es handelte sich um die bislang größte Einzelsicherstellung von Kokain in der deutschen Zollgeschichte. Im Februar 2021 wurden vom Hamburger Zoll 16 Tonnen Kokain in fünf Containern gefunden. Der Straßenverkaufswert soll zwischen 1,5 und 3,5 Milliarden Euro betragen. Bei dem Fund handelt es sich um die größte Menge Kokain, die bislang in Europa bei einem Fund sichergestellt wurde.

## Der Hamburger Zoll im Film
Die deutsche Fernsehserie Schwarz Rot Gold thematisierte von 1982 bis 1996 in 18 Folgen Fälle von Wirtschaftskriminalität, die von Mitarbeitern der Hamburger Zollfahndung aufgedeckt wurden.